# Stjärnbildning

Orionnebulosan är som en bildbok över stjärnor som bildas. Området är en av de mest dramatiska och fotogeniska "stjärnfabrikerna" i vår del av galaxen. Där kan stora mängder stjärnor i olika stadier av deras utveckling observeras.

Stjärnbildning är den process där kompakta molekylmoln kollapsar till ett plasma och senare blir en stjärna. Som en gren av astronomin behandlar stjärnbildning studier av interstellär materia som föregångare till stjärnbildningen och studier av yngre stjärnobjekt (YSO) samt planetbildning som dess omedelbara produkt. Stjärnbildningsteorin måste fungera såväl för enkelstjärnor som dubbelstjärnor.

## Teorin bakom stjärnbildning
Det finns enligt nuvarande teoretiska modeller främst två sätt för stjärnor att bli till. Den första kallas ”spontan stjärnbildning”, där täta delar av interstellära molekylmoln blir instabila, börjar fragmenteras och kollapsar. Den andra möjligheten är så kallad ”utlöst stjärnbildning”, där chockvågor från supernovaexplosioner eller andra dramatiska astronomiska processer utlöser stjärnbildning i en nebulosa. Delar av den gravitationella energin som förloras i processen strålas ut som infrarött ljus vilket ökar temperaturen i objektet. Ackretion av materia sker delvis i form av en cirkumstellär skiva.
När densiteten och temperaturen är nog hög påbörjas fusion av deuterium. Det stora strålningstrycket från denna reaktion saktar ner den gravitationella kollapsen, men stoppar den inte. Materia från molnet fortsätter att ”regna ner” på protostjärnan. I det här skedet skapas bipolära flöden, förmodligen en effekt av rörelsemängden hos den nedfallande materian. Till sist påbörjas fusion av väte i protostjärnans mitt och stora delar av den kvarvarande omkringliggande materian blåses bort.
Protostjärnan följer Hayashispåret på Hertzsprung–Russell-diagramet. Sammandragningen fortsätter fram till Hayashigränsen, där den sedan fortsätter på en Kelvin-Helmholtz-tidsskala med konstant temperatur. Stjärnor med mindre än 0,5 solmassor blir därefter en del av huvudserien. Större protostjärnor kommer efter Hayashi-spåret fortsätta längs Henyeyspåret med en långsammare kollaps nära hydrostatisk jämvikt.
Stegen i den här processen är väldefinierade för stjärnor med omkring en solmassa eller mindre. För stjärnor med större massa är tidsskalan för dessa händelser mycket kortare än för andra händelser i stjärnans utveckling och ganska svårdefinierade.

## Observationer
Nyckelhändelser i processen som bildar stjärnor är inte synliga vid optiska våglängder. Strukturen hos molekylära moln, rymdstoft och protostjärnors utveckling kan istället observeras vid nära-infrarött ljus samt vid radiovåglängder. Omvandlingen från protostjärna till stjärna måste observeras i infrarött ljus eftersom extinktionen är för stor för att det ska gå att observera vid synligt ljus. Detta medför stora svårigheter eftersom jordens atmosfär blockerar nästan all strålning mellan 20 och 850 μm, med smala fönster vid 200 och 450 μm.
Bildandet av stjärnor kan än så länge bara observeras direkt i vår egen galax, Vintergatan, men stjärnbildning har detekterats i andra galaxer genom dess unika elektromagnetiska spektrum.

### Nämnvärda objekt inom stjärnbildning
- VLA 1623 är det första exemplet på en protostjärna av klass 0, en typ av insvept protostjärna som fortfarande inte har kommit så långt med sin ackretion av massa. Den hittades 1993 och är möjligen yngre än 10 000 år.[3]
- L1014 är ett mycket ljussvagt insvept objekt som representerar en ny klass vilka först under 2000-talet kunnat observeras med de kraftfullaste teleskopen. Deras status är fortfarande obestämd, men det spekuleras i att de är de yngsta av de lätta klass-0-protostjärnor som har upptäckts. Alternativa hypoteser är att det rör sig om mycket lätta bruna dvärgar eller till och med interstellära planeter.[4]
- IRS 8* är den yngsta kända huvudseriestjärnan, vilken upptäcktes i augusti 2006. Den tros vara omkring 3,5 miljoner år gammal.[5]

## Skillnader hos stjärnor med låg och hög massa
Stjärnor med olika massor bildas genom något olika mekanismer. Teorin om hur stjärnor med låg massa bildas, vilken är väl understödd av observationer, säger att dessa stjärnor bildas genom gravitationell kollaps av roterande områden med hög densitet inom de molekylära molnen. Som beskrivet ovan leder kollaps av ett sådant roterande moln av gas och rymdstoft till att en ackretionsskiva bildas genom vilken materia förs ner på protostjärnan. För stjärnor med massa större än 8 solmassor är dock processen inte väl förstådd. 
Tunga stjärnor sänder ut enorma mängder strålning, vilken skjuter bort infallande material. Tidigare ansågs det att detta strålningstryck skulle kunna vara tillräckligt för att stoppa ackretionen på tyngre protostjärnor och sätta en gräns på hur tunga stjärnor kan bli på ett tiotal solmassor. Senare teoretisk forskning har visat att en jet från protostjärnan skapar ett tomt område genom vilket mycket av strålningen kan undkomma utan att hindra ackretionen genom skivan. Rådande teori är därför att tyngre stjärnor ändå kan bildas genom en process som är mycket liknande den som lättare stjärnor genomgår.
Det finns ett växande antal observationer och analyser som stödjer att åtminstone vissa tunga protostjärnor är omringade av ackretionsskivor. Vissa andra teorier gällande hur dessa stjärnor bildas har ännu inte kunnat verifieras observationellt. Av dessa är kanske den mest framstående teorin om konkurrerande ackretion, som föreslår att fröna till tunga protostjärnor sås av lättare protostjärnor i regionen som tävlar med andra protostjärnor om materian i det lokala molnet.
Ytterligare en teori om hur tunga stjärnor bildas föreslår att dessa kan bildas genom sammanslagning av två eller flera stjärnor med lägre massa.

## Första stjärnorna

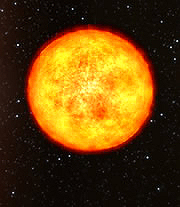
Konstnärlig uppfattning av HE 1523-0901, den äldsta kända stjärnan.

Man räknar med att de första stjärnorna bildades inom en miljard år efter big bang. De var inte många och avståndet mellan dem var långt. Forskarna har nu hittat några av de första stjärnorna med hjälp av spåren de lämnat efter sig, det är den strålning som kallas kosmisk bakgrundsstrålning. Fynden av dessa spår har blivit möjliga med Spitzerteleskopet. Den infraröda spaningen har också gett de första beläggen för slutet på rymdens mörka era. De första stjärnorna efter den mörka eran bestod troligen endast av väte, helium och lite litium, som i stort sett var de enda ämnen som bildades vid Big Bang och är de lättaste och enklaste grundämnena, och det är det som till största del skiljer de första stjärnorna från yngre stjärnor. Skälet till att det knappast finns några sådana urgamla stjärnor kvar kan ha att göra med hur de bildades, ur stora moln av bara väte och helium, vilket kan ha lett till att de allra flesta stjärnorna var mycket stora och massiva, vilket gjorde att deras livslängd blev kort. Inuti stjärnorna skapar fusionsprocesser tyngre och tyngre grundämnen. Stora stjärnor brinner ut fort, och sedan de blossat upp brann de i några få miljoner år tills vätet var slut. När de sedan exploderade som supernovor spred de ut sina tyngre grundämnen i sina galaxer, så att följande generationer av stjärnor fick mer av sådana.
Den äldsta stjärnan man känner till idag är HE 1523-0901. Det är en röd jättestjärna som ligger i Vintergatan. Stjärnans ålder uppskattas till 13,2 miljarder år.